# Interfijo
En lingüística, un interfijo es un tipo de afijo que va intercalado entre dos morfemas. Los interfijos no tienen función gramatical, sino que sirven de aumento fonológico en la unión entre dos morfemas genuinos, eso es lo que los distingue de los infijos. Manuel Alvar, que dedica un espacio a este tipo de elementos en su libro "La formación de palabras en español", señala que en español no tienen función gramatical alguna ni significativa; son, por tanto, átonos. En español su función es de enlace entre el monema léxico o lexema y el sufijo. Algunos ejemplos serían:
- en-s-anch-ar.
- voz-arr-ón.
- puebl-ec-ito.
- cafe-c-ito / cafe-l-ito / cafe-t-ito.